# Platte Center
Platte Center es una villa ubicada en el condado de Platte en el estado estadounidense de Nebraska. En el Censo de 2010 tenía una población de 336 habitantes y una densidad poblacional de 433,88 personas por km².

## Geografía
Platte Center se encuentra ubicada en las coordenadas 41°32′15″N 97°29′19″O / 41.53750, -97.48861. Según la Oficina del Censo de los Estados Unidos, Platte Center tiene una superficie total de 0.77 km², de la cual 0.77 km² corresponden a tierra firme y (0%) 0 km² es agua.

## Demografía
Según el censo de 2010, había 336 personas residiendo en Platte Center. La densidad de población era de 433,88 hab./km². De los 336 habitantes, Platte Center estaba compuesto por el 97.02% blancos, el 0% eran afroamericanos, el 0% eran amerindios, el 0.3% eran asiáticos, el 0% eran isleños del Pacífico, el 0% eran de otras razas y el 2.68% pertenecían a dos o más razas. Del total de la población el 0.3% eran hispanos o latinos de cualquier raza.